# Heimar Lenk

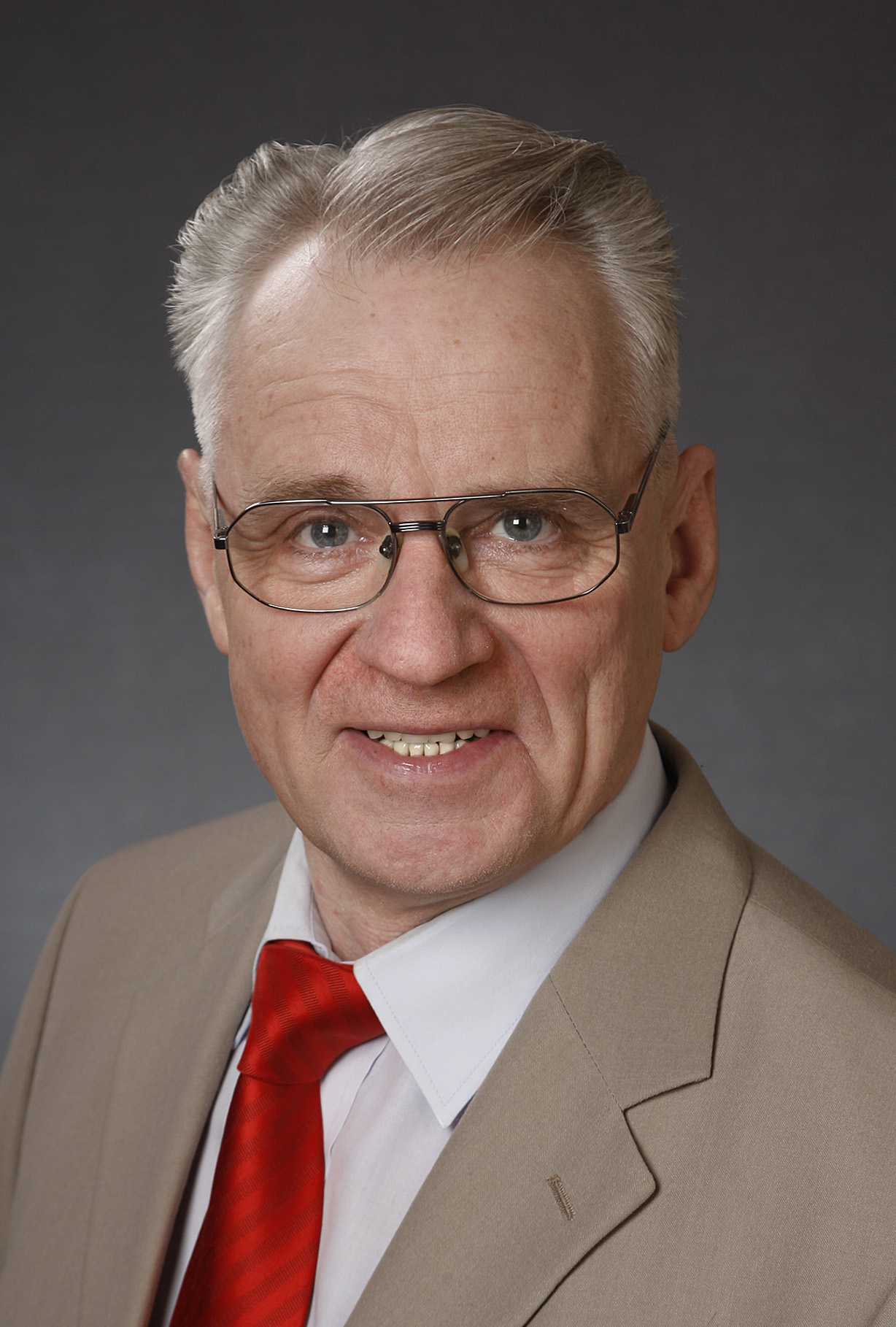
Heimar em 2011

Heimar Lenk (nasceu no dia 17 de Setembro de 1946 em Tallinn) é um jornalista e político Estoniano. Ele apoiou o Partido do Centro Estónio desde 1994.

## Biografia
Lenk estudou no Instituto Politécnico de Tallinn e também na Universidade Estatal de Moscovo. Ele então passou a trabalhar para jornais da Estônia como "Säde", "Õhtuleht", "Rahva Hääl" e "Noorte Hääl".
Em 1974, ele trabalhou numa Rádio e Televisão da Estônia, que cobriu também histórias de rádio e televisão russa para o público estoniano. Em 1999, ele foi a voz do jornal conduzindo o Partido do Centro "Kesknädal", tornando-se o redator-chefe. Ele foi um membro do Conselho Municipal de Tallinn desde 2003.
Lenk foi nomeado para as eleições legislativas de 2011.

## Vida pessoal
Heimar tem uma irmã chamada Marika Tuus, que também é do ramo político.

## Referência
1. ↑  «Republic of Estonia Legislative Election of 2 March 2003». Site de governo da Estonia. Consultado em 12 de janeiro de 2017